# Elrio van Heerden
Elrio van Heerden (Puerto Elizabeth, Sudáfrica, 11 de julio de 1983) es un exfutbolista internacional sudafricano, aunque también tiene nacionalidad neerlandesa. Juega de centrocampista y su último equipo fue el Golden Arrows

## Trayectoria
Elrio van Heerden, que actúa de centrocampista ofensivo, empezó jugando en un equipo de aficionados, el Glenville Celtic. Luego militó en el equipo de fútbol de la Universidad Metropilitana Nelson Mandela. En esa época empezó a entrenar en la academia de fútbol que el FC Copenhague tiene en Port Elizabeth (Sudáfrica).
En 2002 se marcha a Dinamarca, para unirse a la primera plantilla del FC Copenhague. Su debut con el primer equipo se produjo en un partido contra el Aalborg Boldspilklub, en el que 
Elrio van Heerden consiguió marcar un gol. Con este club conquista el título de Liga en tres ocasiones (2003, 2004 y 2006). Además gana un título de Copa, una Supercopa de Dinamarca y dos Royal League de Escandinavia.
El 24 de enero de 2006 ficha por el Club Brujas de Bélgica, club que tuvo que realizar un desembolso económico de 1,5 millones de euros para poder hacerse con sus servicios.  Con este equipo conquista un título de Copa en su primera temporada. En total disputó 67 partidos con el Brujas y marcó dos goles.
El 2 de junio de 2009 firma un contrato con su actual club, el Blackburn Rovers FC inglés.

## Selección nacional
Ha sido internacional con la Selección de fútbol de Sudáfrica en 28 ocasiones. Su debut con la camiseta nacional se produjo el 5 de junio de 2004 en el partido de Clasificación para el Mundial 2006 Sudáfrica 2-1 Cabo Verde.
En 2005 la selección sudafricana fue invitada a participar en la Copa de Oro de la CONCACAF. En esta competición Elrio van Heerden fue titular indiscutible en todos los partidos (4) y marcó un gol.
Disputó dos encuentros en la Copa Africana de Naciones 2006. En la edición de 2008 jugó tres partidos y anotó dos veces.
Fue convocado para la Copa FIFA Confederaciones 2009, torneo en el que disputó dos encuentros.

### Goles internacionales
| # | Fecha      | Lugar                                 | Rival   | Gol | Resultado | Competición                     |
| - | ---------- | ------------------------------------- | ------- | --- | --------- | ------------------------------- |
| 1 | 06-07-2005 | The Home Depot Center, Estados Unidos | México  | 2-0 | 2-1       | Copa de Oro de la CONCACAF 2005 |
| 2 | 23-01-2008 | Estadio Tamale, Ghana                 | Angola  | 1-1 | 1-1       | Copa Africana de Naciones 2008  |
| 3 | 31-01-2008 | Estadio Baba Yara, Ghana              | Senegal | 0-1 | 1-1       | Copa Africana de Naciones 2008  |

## Clubes
| Club                           | País       | Año       |
| ------------------------------ | ---------- | --------- |
| FC Copenhague                  | Dinamarca  | 2002-2006 |
| Club Brujas                    | Bélgica    | 2006-2009 |
| Blackburn Rovers Football Club | Inglaterra | 2009-     |

## Palmarés
- 3 Ligas de Dinamarca (FC Copenhague, 2003, 2004 y 2006)
- 1 Copa de Dinamarca (FC Copenhague, 2004)
- 1 Supercopa de Dinamarca (FC Copenhague, 2004)
- 2 Royal League de Escandinavia (FC Copenhague, 2005 y 2006)
- 1 Copa de Bélgica (Club Brujas, 2007)